# Marian Kunc
Marian Jerzy Kunc (ur. 15 sierpnia 1951 w Warężu) – polski inżynier, działacz związkowy, radny Rady Miasta Sanoka, urzędnik samorządowy.

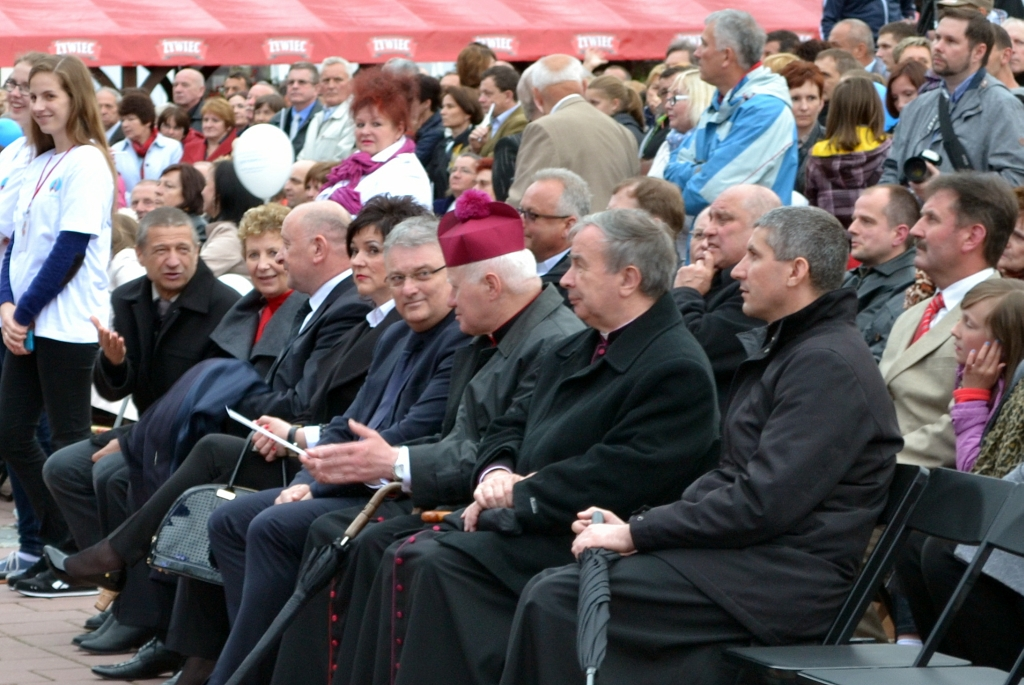
Marian Kunc podczas uroczystości w Sanoku w 2014 (siedzi pierwszy z lewej)

## Życiorys
Urodził się 15 sierpnia 1951 w Warężu jako syn Stanisława i Anieli. Z zawodu inżynier elektryk. Po studiach został pracownikiem ZPG „Stomil” Sanok jako kierownik działu elektrycznego w fabryce. Został działaczem NSZZ „Solidarność”. Po wprowadzeniu stanu wojennego został zwolniony dyscyplinarnie z pracy i był internowany od 15 grudnia 1981 do 21 czerwca 1982, przetrzymywany w Uhercach Mineralnych, od 19 kwietnia 1982 w Łupkowie. Po zwolnieniu podjął pracę w PGR w podsanockich Bykowcach. Od 1984 do 1989 był rozpracowywany przez Urząd Spraw Wewnętrznych w ramach Sprawa Operacyjnego Sprawdzenia pod kryptonimem „Elektryk”. W kwietniu 1989 został przewodniczącym Międzyzakładowej Komisji Koordynacyjnej w Sanoku i przewodniczącym Komitetu Obywatelskiego „Solidarność” w Sanoku. W wyborach samorządowych w 1990 startował z listy KO „Solidarność” i uzyskał mandat radnego Rady Miasta Sanoka. W wyborach samorządowych w 1994 ponownie uzyskał mandat radnego miejskiego startując z listy Samorządowego Komitetu Wyborczego. W wyborach samorządowych w 1998 bez powodzenia ubiegał się o reelekcję z listy „Zjednoczeni” – mieszkańcy Sanoka i Powiatu. Pracował na stanowisku zastępcy kierownika urzędu rejonowego, a po wyborach samorządowych w 1998, w listopadzie 1998 w głosowaniu Rady Powiatu Sanockiego został wybrany na stanowisko sekretarza powiatu sanockiego. Bezskutecznie ubiegał się ponownie o mandat Rady Miasta Sanoka w wyborach samorządowych w 2002 startując z listy Zjednoczeni Samorządowcy Ziemi Sanockiej, w wyborach samorządowych w 2014 kandydując z listy Ruch Samorządowy na Rzecz Rozwoju Sanoka. Stanowisko sekretarza powiatu sanockiego pełnił do początku 2017, gdy został przeniesiony na inne stanowisko. W wyborach samorządowych 2018 bezskutecznie ubiegał się o mandat radnego Rady Powiatu Sanockiego, startując z listy KWW Demokraci Ziemi Sanockiej. W wyborach samorządowych w 2024 bez powodzenia ubiegał się o mandat Rady Miasta Sanoka, startując z listy KWW Demokraci Ziemi Sanockiej.
Postanowieniem z 14 sierpnia 2013 Prezydenta RP Bronisława Komorowskiego został odznaczony Krzyżem Kawalerskim Orderu Odrodzenia Polski za wybitne zasługi w działalności na rzecz przemian demokratycznych w Polsce. Odznaczeni zostali wówczas inni działacze sanockiej „Solidarności”: Marian Witalis i Adam Ruchlewicz.
Był żonaty z Danutą (1953-2021).